# Niklas Lindgren
Pour les articles homonymes, voir Lindgren.
Niklas Lindgren, né le 26 juin 1972 à Sörmjöle dans la commune d'Umeå, est un carrossier suédois qui a été condamné en 2006 à une peine de quatorze ans d'emprisonnement pour une série de viols avec violence. Deux de ces agressions ont été qualifiées par la justice de tentatives de meurtre.
Son arrestation en mars 2006 a mis un point final à l'une des enquêtes les plus vastes et les plus médiatisées de l'histoire judiciaire de la Suède. Celui que les médias et la police appelaient l'homme de Haga (suédois : Hagamannen) avait semé la terreur dans la ville d'Umeå pendant près de huit ans.

## L'homme de Haga
Le premier acte de violence attribué à l'homme de Haga est une tentative de viol sur une mineure de 14 ans survenue en août 1998 dans le quartier de Haga à Umeå. Suivent le viol d'une femme de 26 ans en mai 1999, trois agressions dont un viol dans la nuit du 6 novembre 1999, deux agressions dont un viol dans la nuit du 19 mars 2000, et une tentative de viol sur une mineure de 15 ans en décembre 2000. Après une interruption de cinq ans, un dernier viol a lieu en décembre 2005,.
Cette série de viols créent la psychose parmi la population d'Umeå, et l'enquête visant à identifier l'homme de Haga devient l'une de plus vastes de l'histoire de la police suédoise. Les enquêteurs, qui disposent de l'ADN et d'un portrait-robot du violeur, procèdent à plus de 3 000 auditions et à 777 tests ADN avant de mettre enfin la main sur le coupable.

## Arrestation et condamnation
À la suite d'une dénonciation, Niklas Lindgren est entendu par les enquêteurs le 20 mars 2006. Il est soumis à un prélèvement ADN dont les résultats se révèlent positifs quelques jours plus tard, et est interpelé sur son lieu de travail le 29 mars. Celui qui terrorisait la ville d'Umeå depuis près de huit ans se révèle être un homme de 33 ans sans antécédents judiciaires, marié depuis de nombreuses années, père de deux enfants, et décrit par ses amis et collègues comme un individu aimable, travailleur et bon père de famille. Les agressions auraient été commises alors qu'il était sous l'influence de l'alcool, après des soirées arrosées entre collègues.
Reconnu responsable de ses actes, Niklas Lindgren est condamné par le tribunal d'Umeå à une peine d'emprisonnement de quatorze ans pour viols, tentatives de viol et tentatives de meurtre. La peine est confirmée le 2 octobre 2006 par la cour d'appel du Haut-Norrland. Après avoir purgé les deux tiers de sa peine, il bénéficie d'une libération conditionnelle en juillet 2015.